# Giuseppe Musinu
Giuseppe Musinu (Thiesi, 22 marzo 1891 – Thiesi, 4 aprile 1992) è stato un generale italiano.

## Biografia
Giuseppe Musinu nacque a Thiesi, in Sardegna, nel 1891, figlio di un fabbro locale. Ebbe altri 7 fratelli: Giovannino Musinu, che come lui intraprese la carriera militare e fu tenente medico durante la prima guerra mondiale,Giacomo, Antonietta, Caterina, Eleonora, Angelina e Maria.
Dopo il regolare servizio militare, venne richiamato alle armi con la leva e la sua carriera militare iniziò proprio con la Grande Guerra ove si distinse sino a guadagnarsi il grado di maggiore (il più giovane ad essere ammesso a questo grado, a soli 26 anni). Fu con questo grado comandante del II° Battaglione del 152º reggimento di fanteria della Brigata Sassari a cui fu sempre legatissimo. Prese parte tra le altre alla battaglia di Caporetto e fu l'ultimo dei militari italiani a passare il ponte della Priula sul Piave prima che questo venisse fatto saltare, il 9 novembre 1917.
Fra le due guerre divenne, nel 1937, comandante del 69º Reggimento di fanteria "Ancona". Prese parte successivamente anche alla seconda guerra mondiale quale comandante del distretto militare di Cagliari e nel 1942, promosso generale di brigata, venne posto a capo del Comitato direttivo della retroguardia Comandi di tappa) dell`8ª Armata in Russia. Rientrato in Sardegna, nel 1944 dopo 33 anni di servizio di cui 22 trascorsi nella Brigata Sassari, venne collocato a riposo.
Morì nella città natale nel 1992, alla veneranda età di 101 anni. Nel 2007 Thiesi gli ha dedicato una piazza.